# Sasko-wittenberské vévodství
Sasko-wittenberské vévodství (německy Herzogtum Sachsen-Wittenberg) bylo vévodství Svaté říše římské, které vzniklo rozpadem kmenového Saského vévodství po porážce Welfů císařem Fridrichem I. Barbarossou roku 1180. Vévodství zabíralo jen malou část původního Saska, rozkládalo se zhruba v oblasti středního Labe v okolí později (roku 1260) založeného vévodského sídelního města Wittenbergu. Jako dědicům saského vévodského titulu se později wittenberským vévodům podařilo prosadit své nároky na volitelský hlas při volbě římského krále, což bylo roku 1356 nakonec stvrzeno i Zlatou bulou císaře Karla IV., a vévodství bylo povýšeno na kurfiřtství.

## Historie

### Askánci a zánik Saského vévodství
Rod Askánců usiloval o saské vévodství už roku 1106, kdy na tento titul vznesl své nároky hrabě Ota Ballenstedtský jakožto zeť posledního saského vévody z rodu Billungů Magnuse. Římský král Jindřich V. však vévodství udělil hraběti Lotharovi Supplinburskému, což vedlo k mnohaletým sporům o tento titul mezi Otou, Lotharem a Jindřichem trvajícím až do zvolení Lothara římským králem roku 1125 (Ota zemřel o dva roky dříve).
O vévodství usiloval i Otův syn Albrecht I. Medvěd, to však bylo uděleno Lotharovu zeti bavorskému vévodovi Jindřichu Pyšnému z rodu Welfů. Albrecht se tedy spojil s rodem Hohenštaufů, a po zvolení Konráda Štaufského římským králem roku 1137 bylo vévodství Jindřichu Pyšnému odebráno a uděleno Albrechtovi. Albrechtova vláda však byla odmítnuta saskou šlechtou a roku 1142 se Albrecht titulu musel vzdát ve prospěch Jindřichova syna Jindřicha Lva.
Roku 1180 byl titul saského vévody Jindřichu Lvovi odebrán císařem Fridrichem I. Barbarossou a staré vévodství bylo rozděleno. Vévodský titul a malá část držav původního vévodství byly poté uděleny Albrechtovu synovi Bernhardovi.

### Rozdělení askánských držav a kurfiřtství
Po Bernhardově smrti roku 1212 byly jeho državy rozděleny mezi dva jeho syny. Starší Jindřich zdědil askánské rodové državy kolem Ballenstedtu a mladší Albrecht převzal vévodský titul a državy kolem Wittenbergu a Lauenburgu. Albrechtovy državy poté společně spravovali jeho synové Jan a Albrecht II. Roku 1273 podpořil Albrecht II. jako volitel kandidaturu Rudolfa I. Habsburského na říšský trůn. Na oplátku dal Rudolf Albrechtovi II. za ženu svou dceru Anežku, a podporoval jej v územních sporech s okolními rody, zejména s Wettiny.
Roku 1296 bylo vévodství definitivně rozděleno. Severní državy, z nichž bylo vytvořeno Sasko-Lauenburské vévodství, připadly synům Jana, oblast kolem Wittenbergu připadla Albertovi a později přešla na jeho syna Rudolfa.
Po rozdělení vznikly mezi oběma rodovými liniemi spory o právo volby římského krále. Kurfiřtský hlas byl nakonec definitivně Zlatou bulou císaře Karla IV. přiřknut Rudolfovi a jeho wittenberské větvi jako odměna za podporu Karlovy kandidatury při volbě proti Ludvíku IV. Bavorovi.

### Wettinové
Po vymření wittenberské větve Askánců v osobě Albrechta III. (pravnuka Albrechta II.) roku 1422 císař Zikmund odmítl nároky lauenburské větvě Askánců a udělil Wittenberské vévodství včetně kurfiřtského titulu markraběti Fridrichovi IV. Míšenskému z rodu Wettinů. Tímto spojením byl dán základ novověkého saského státu. Sasko-Wittenberské vévodství tvořilo od r. 1527 v rámci tohoto státního útvaru tzv. Kurfiřtský kraj.

### Územní nárůst vévodství
Askánským vévodům se postupně podařilo zvětšit původní malé vévodství (s exklávou Baruth) o tři nová území. Již Johannu I. Sasko-Lauenburskému se r. 1269 podařilo dědičně získat úřad a pozemky magdeburského purkrabího. Po Johannově smrti r. 1285 přešlo Magdeburské purkrabství na jeho bratra Albrechta II. Sasko-Wittenberského, který jej držel nejprve v personální unii se svým vévodstvím, ale r. 1296 jej plně přivtělil ke svým doménám a úřad říšského purkrabího s jeho smrtí r. 1298 také formálně zanikl. Od r. 1527 tvořilo bývalé purkrabství v rámci Saského kurfiřtství a tzv. Kurfiřtského kraje okres (německy Amt) Gommern. Za Albrechtova života se podařilo získat také rozlehlé Hrabství Brehna za jižní hranicí. 31. srpna 1290 toto odumřelé říšské léno udělil římský král Rudolf I. svému vnukovi a Albrechtovu synovi, tehdy ještě nezletilému Rudolfovi. Od r. 1527 tvořilo bývalé hrabství Brehna v rámci Saského kurfiřtství a tzv. Kurfiřtského kraje okresy Bitterfeld, Schweinitz, Schlieben a Liebenwerda.
Třetím získaným územím s poněkud zvláštními státoprávními poměry bylo malé svobodné panství Barby (od roku 1497 Hrabství Barby), které bylo lénem abatyší z Quedlinburgu, ale jinak v něm jako leníci vládla hrabata z Arnsteinu-Barby. Roku 1356 se podařilo askánským kurfiřtům získat nad panstvím Barby lenní svrchovanost, sami se tím ovšem stali leníky quedlinburských kněžen-abatyší, kterým r. 1359 také formálně složili lenní hold. Poslední askánský kurfiřt, Albrecht III. si před smrtí přál, aby ona "lenní práva v mezistupni" přešla po vymření rodu na jeho anhaltské příbuzné. Císař Zikmund ale r. 1423 uzavřené dohody nerespektoval a před anhaltským knížetem upřednostnil Wettiny a ponechal tak vazbu na Sasko-Wittenbersko. V roce 1493 navíc byla Barbyjskému hrabství garantována říšská bezprostřednost, čímž byly všechny dosavadní lenní vazby zrušeny. Zůstávala pouze dědická dohoda, kterou stanovil r. 1435 kurfiřt Fridrich II., a podle které měla anhaltská knížata Barby zdědit v případě vymření hrabat z Arnsteinu-Barby. Pouhých osm let před jejich vymřením (v r. 1659) však kurfiřt Jan Jiří I. r. 1652 tato dědická práva Askánců omezil jen na odštěpený okres Walternienburg, zatímco většina hrabství připadla Saskému kurfiřtství, případně vedlejší wettinsko-albertinské linii vévodů sasko-weißenfelských.
Naopak neúspěšným pokusem o zvětšeni svého vévodství, resp. o získání ztracených saských území, byla tzv. Lüneburská nástupnická válka, kterou v l. 1369–1373 svedli vévodové Albrecht a Vilém, mladší synové kurfiřta Rudolfa I., o uprázdněný stolec knížectví Lünebursko-cellského, největšího z dílčích knížectví Brunšvicko-lüneburského vévodství, patřícího Welfům. Když jeho panovník, vévoda Vilém zemřel, domáhali se brati svého nástupnického nároku na základě příbuzenství v ženské linii a zakládací listiny Brunšvického vévodství z r. 1235, jež umožňovala dcerám dědit. Proti Askáncům stál Magnus Torquatus, syn brunšvicko-wolffenbüttelského vládnoucího knížete, vévody Magnuse I., domáhající se nástupnictví v posloupnosti mužské, i když vzdálenější. Přestože oba Askánce podpořil v jejich nároku i císař Karel IV., museli tito po čtyřech letech neúspěšných bojů podepsat r. 1373 v Hannoveru příměří, aniž něčeho dosáhli. Definitivně se Askánci všech dědických nároků vůči Welfům vzdali v r. 1389.